# Такіноуе

44°11′32″ пн. ш. 143°4′40″ сх. д. / 44.19222° пн. ш. 143.07778° сх. д.
Такіноуе́ (яп. 滝上町, たきのうえちょう, МФА: [takʲinoue t͡ɕoː]) — містечко в Японії, в повіті Момбецу округу Охотськ префектури Хоккайдо. Станом на 1 жовтня 2008 року площа містечка становила 766,89 км². Станом на 31 березня 2017 населення містечка становило 2694 осіб.